# Очканов, Санджи Бадеевич
Санджи Бадеевич Очканов — советский хозяйственный, государственный и политический деятель.

## Биография
Родился в 1933 году в селе Шебенеры. Член КПСС.
С 1949 года — на хозяйственной, общественной и политической работе. В 1949—1993 гг. — рабочий на лесозаготовках, гуртоправ на молочной ферме в селе Уманцево Сарпинского района Калмыцкой АССР, старший чабан колхоза «40 лет Октября» Сарпинского района Калмыцкой ССР.
Указами Президиума Верховного Совета СССР от 23 декабря 1976 года и от 5 декабря 1985 года награждён орденами Трудовой Славы 3-й и 2-й степеней.
За большой личный вклад в повышение продуктивности животноводства и снижение себестоимости продукции был в составе коллектива удостоен Государственной премии СССР за выдающиеся достижения в труде 1989 года.
Указом Президиума Верховного Совета СССР от 22 октября 1991 года за достижение высоких результатов в производстве продукции животноводства награждён орденом Трудовой Славы 1-й степени.
Живёт в селе Уманцево Сарпинского района Калмыкии.